# 李佳玲 (新聞主播)
李佳玲（1988年6月28日—），台灣的新聞主播，畢業於國立政治大學新聞學系。

## 生涯
李佳玲畢業於國立政治大學新聞學系。於2010年仍就讀政大時進入中視新聞，原主跑財經線，後轉為記者兼任主播。主持中視新聞節目《新聞NEW一下》。
2014年8月李佳玲向中視長官提出辭呈。2014年9月27日播完《中視新聞全球報導》、20點整《即時新聞現場》後，正式離職。2014年12月底前往歐洲遊學。
2015年4月初李佳玲從歐洲返台，5月18日重回主持中視《新聞NEW一下》。
2017年3月24日，旺旺中時媒體集團首次參加政大校園徵才博覽會，派出李佳玲向學弟學妹現身說法。
2017年7月31日因健康因素再度向中視請辭。2019年8月22日加入東森財經新聞台擔任主播。
2024年1月24日加入寰宇新聞台擔任主播。

## 學歷
- 臺北市私立再興高級中學國中部
- 臺北市立中山女子高級中學
- 國立政治大學新聞學系

## 經歷
- 2010年國立政治大學學士班畢業典禮畢業生致詞代表（2010年6月5日）[6][7]
- 中視新聞記者（2010年－2014年9月27日；2015年5月12日－2018年）
- 中視新聞台《即時新聞現場》主播（2011年6月6日－2014年9月27日）
- 中視新聞台《中視新聞6一下》主播（2011年10月27日－2014年3月11日）
- 中視《中視早安新聞》主播（2012年1月30日－2013年）
- 中視《司機俱樂部》代班主持人（2012年1月6日）
- 中視《小資賺大錢》「佳玲APP」 單元主持人（2012年4月7日－2014年3月）
- 中視《中視午間新聞》週日主播（2012年5月6日－2013年2月3日）
- 中視《中視晚安遛新聞》代班主播（2012年5月9日－2012年5月25日）
- 中視《中視晚安遛新聞》週五主播（2012年6月8日－2012年11月23日）
- 中視《中視早安新聞》氣象主播（2012年6月18日－2012年9月）
- 中視《中視午間新聞》主播（2012年7月30日－2014年2月7日；2015年6月與林慧蓉、方彥廸輪流播報)
- 2012年6月24日受中視《超級模王大道》邀請與選手黃豪平合作[8]
- 中視《中視新聞全球報導》假日主播與林慧蓉、方彥廸輪流播報
- 中視《縱橫天下》主持人（2013年2月25日－2014年5月12日）
- 中視《超級歌喉讚》助理主持人，每集錄影負責採訪參賽者、DJ評審（2013年3月21日－2013年4月20日）[9]
- 中視《邊疆行》主持人（2013年4月6日－2013年5月28日）
- 第22屆《時報廣告金犢獎》電視廣告類獎、廣播廣告類獎、動畫廣告類獎、網路廣告類獎揭獎人（2013年6月8日）
- 中視《蘭陵王》媒體見面會活動主持人（2013年9月14日）
- 中視《102年度電視金鐘前哨讚》主持人（2013年10月12日－2013年10月19日）
- 中視《新聞NEW一下》主持人（2014年3月12日－2014年9月19日） （2015年5月18日－2017年7月14日）
- 中視新聞台《社會編輯部》主播（2014年4月－2014年9月；2015至2018年與中視主播輪流播報）
- 華視《莒光園地》主持人（2014年10月9日、2014年10月23日）
- 中視經典台《我家FUN音樂》與鍾季容、賈斯汀共同主持(2016年3月14日－2017年7月)
- 中視《夢想大學堂》主持人(2015年12月26日-2016年4月9日)
- 2016里約奧運看中視特別報導主播（2016年8月5日到2016年8月22日）
- 中視新聞台《醫起顧健康》主持人（2017年1月7日－2017年3月25日）

## 採訪經歷
- 2015《手牽手樂公益》系列報導

## 代言
- 宜蘭食品「形動動能飲料」廣告代言人（2014年6月）
- 時報周刊「HIGH FIVE RUN 拍拍路」路跑代言人（2014年8月－2014年10月）

## 事件
- 2014年10月23日，台灣蘋果日報報導，中國大陸新聞網站《七月網》在報導作家九把刀與中視記者周亭羽緋聞中，將周亭羽照片誤植為李佳玲。[10]
- 2015年5月12日，自由時報記者鍾智凱報導，標題使用「中視主播斷層 急挖貧乳主播救火」，惹爭議。[11]2015年5月13日，台灣蘋果日報報導，李佳玲於台大批踢踢實業坊八卦板發文，寫到「這次回到主播台，但願能帶大家關注其他“大的東西”」「希望可以有機會帶大家多看看一些國際新聞！我自己也知道我的身材絕對不會成為焦點的啦，哈哈」[12]；同日，自由時報將「中視主播斷層 急挖貧乳主播救火」新聞標題修改為「中視主播斷層 急挖美女主播救火」。2016年5月21日前知名主播李艷秋投書中國時報，標題為「主播只剩罩杯？」批評自由時報物化女性[13]，下午自由時報記者鍾智凱報導刊出「李艷秋其實是A書女主角」新聞反擊，數小時後刪除，李艷秋發現後隨即提告並要求道歉。2016年5月22日，中視新聞晚間在社群媒體facebook粉絲專頁發出聲明表示，自由時報應對被報導的女主播及全台灣女性公開道歉。[14]
- 2017年2月19日，DailyView網路溫度計(時事網路大數據分析)平時觀察網路新聞頻道、FB、PTT、各大討論區及部落格等國內近萬個網站頻道，透過網路爬文技術產出網路大數據分析，該網運用其《KEYPO大數據關鍵引擎》，調查網路上討論聲量最多的正妹主播，於該日公布新一代主播女神前10名，李佳玲榮獲第一名；2月20、21日各大媒體引用報導。[15][16][17][18][19]

## 節目通告
- 飢餓遊戲
- 全民星攻略

## 外部連結
- 李佳玲的Facebook專頁
- 李佳玲Eva的新浪微博
- 李佳玲的Instagram帳戶